# Brooklands
Brooklands foi um aeroporto e autódromo de 4,43 km construído próximo à Weybridge em Surrey, Inglaterra, Reino Unido. Ele foi inaugurado em 1907, e foi o primeiro construído especificamente para automobilismo. Dois autódromos foram abertos nos Estados Unidos antes de Brooklands, o Milwaukee Mile, aberto em 1903, e o Fairgrounds Speedway em Nashville, aberto em 1904. No entanto, ambos foram originalmente construídos para corridas de cavalos. O de Milwaukee nos anos de 1870 e o de Nashville em 1891.

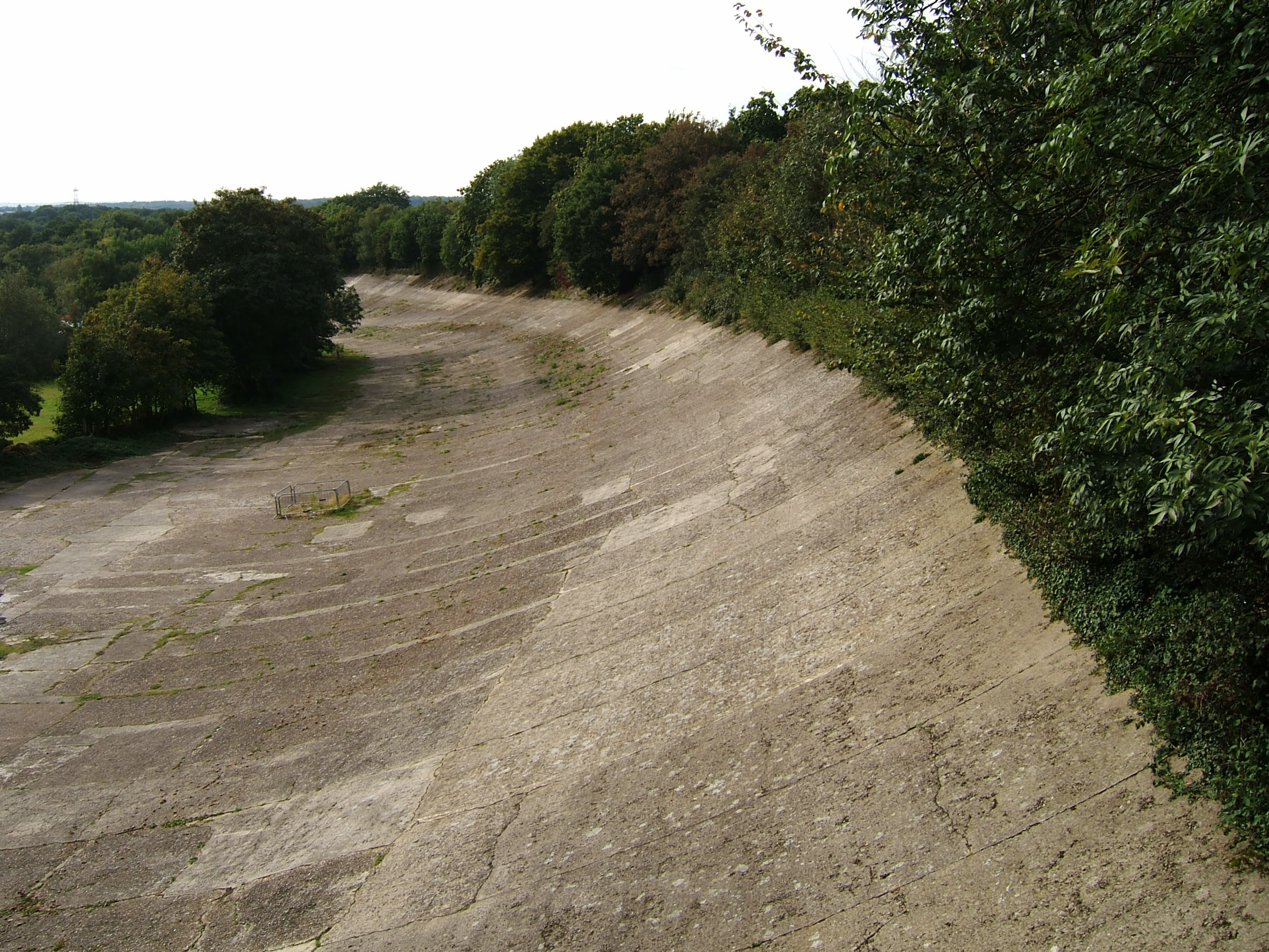
Antiga pista de Brooklands.

Ele podia receber até 287.000 espectadores nos dias de competição. Durante a Primeira Guerra Mundial foi fechado para corridas, sendo utilizado somente o aeródromo. Um pequeno trecho da pista foi alterado com barreiras móveis foi criada em 1930 usando barreiras móveis. Foi utilizado para corridas até o início da Segunda Guerra Mundial em 1939 quando passou a abrigar uma fábrica de aviões, após a guerra passou a abrigar um complexo industrial, em 1987 ganhou um museu.